# ملاقات با سنت نیکلاس

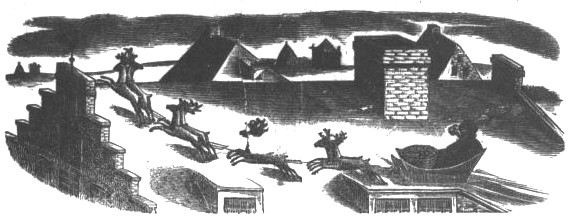
شب قبل از کریسمس، به نام ملاقات سنت نیکلاس

"دیدار با سنت نیکلاس" که با عنوان‌های "شب پیش از کریسمس" و "شب پیش از کریسمس بود" نیز شناخته می‌شود، شعری است که بار نخست در سال ۱۸۲۳ و بدون امضای شاعر منتشر شد هرچند که بعدتر به «کلمت کلارک مونرو» منتسب شد و او نیز سرودن این شعر را تأیید کرد.
این شعر بدون تردید معروف‌ترین سرودهٔ یک شاعر آمریکایی به شمار می‌آید. بسیاری از تصویرهای رایج درباری بابانوئل از جمله سورتمه و گوزن‌های پرنده از این سروده منشا می‌گیرد. پیش از این شعر، تصویرهایی که از بابانوئل، که در آمریکا بیشتر به سنتا کلاز که همان سنت نیکلاس است شناخته می‌شود، ارائه می‌شد بسیار متفاوت بودند. بعدها برای این سروده موسیقی ساخته شد و هنرمندان بسیاری آن را خوانده‌اند.

## متن شعر
| برگردان فارسی شب پش از کریسمس بود، وقتی که توی کل خونه یه جنبنده هم تکون نمی‌خورد حتی موشه جوراب‌ها بادقت آویزون شده بودن کنار شومینه با این امید که سنت نیکلاس خیلی زود به اینجا سر بزنه بچه‌ها همه توی تخت هاشون آروم دراز کشیده بودن و توی خیالشون عکس شیرینی‌های کریسمس رو می دیدن مامان پر کرده بود دستمال خودش و کلاه ما رو از خواب زمستونی، همهٔ کله‌ها رو همین موقع‌ها اون بیرون، صدای جیرینگ جیرینگ به پا شد منم شبیه فنر از تختم پریدم بیرون، تا ببینم که چی شد با سرعتی مثل برق به طرف پنجره جست زدم پرده رو دادم کنار شیشه رو به هم زدم افتاده بود نور ماه به روی برف تازه یه جوری می درخشیدانگار که ظهره تازه و اینجوری بود که دیدم در کمال شگفتی یه سورتمه کوچولو با ۸ تا گوزن شمالی با سورتمه ران پیر و کوتاه، سرزنده، چست و چابک حدس زدم تو یه لحظه باید که باشه سنت نیک سریعتر از شاهین می اومدن گوزن‌های تیزپاش سوت و فریاد می‌کشید، صدا می‌کرد هر گوزنی رو به اسمش "یالا دَشر! یالا دنسر! یالا پِرنسر، برو ویکسن "برو کامت! برو کیوپد! برو دادنر برو بلیتزن "برو بالای بالکن، بپر روی دیوار " حالا بتازید، بتازید، همه بتازید درست مثل برگی که توی توفان می ره به هوا اگه مانعی سر راهشون بود می‌رفتند بالا پس پرواز کردن تا روی سقف خونه گوزن‌ها سنت نیکلاس با سورتمهٔ پر از اسباب بازی‌ها و بعد توی یه چشم به هم زدن، شنیدم روی بوم صدای نعل گوزن‌ها رو، گوم گوم تصورش رو کردم تو ذهنم، و داشتم می‌چرخیدم که با یک جهش سنت نیکلاس اومد پایین از شومینه دیدم که کل لباساش، از سر تا به پاش از خزه همهٔ تنش هم لک بود از خاکستر و از دوده یه کوله بار اسباب بازی رو دوشش و چهرهٔ یه دستفروش تو نگاش چشمهاش چه برقی داش، چال لپ هاش چه بشاش گونه هاش مثل گل سرخ، بینی اش مثل گیلاس لب‌های خنده دارش خم شده بود، می خندید ریش های روی چونه اش مثال برف بود سفید نگه می‌داشت محکم پیپ بین دندوناش دود پیپ می‌ساخت یه تاج گل دور موهاش صورت پهنی داشت و شکم گرد و قلمبه که تکون می خورد وقتی می خندید، مثل ژله چاق بود و تپل درست مثل یه رفیق خوب و با مرام منم خنده‌ام گرفت وقتی دیدمش جلو چشمام یه چشمک چشماش و یه اشارهٔ سرش زود بهم فهموند که نمی خواد بترسم ازش یه راست رفت پی کار، یه کلمه هم حرف نزد همه ی جوراب‌ها رو پر کرد و یه چرخی زد انگشت دستش رو گذشت روی دماغش اون بالا برام سر تکون داد و از شومینه رفت بالا مثل فنر پرید بالا رو سورتمه، سوت زد برای گروهان به پیش همه پرواز کردند انگار از لولهٔ تفنگ شلیک بشن ولی من شنیدم که همین جور که از دید دور می‌شد می گفت کریسمس همه مبارک و مبارک و شب خوش | متن انگلیسی 'Twas the night before Christmas, when all thro' the house Not a creature was stirring, not even a mouse; The stockings were hung by the chimney with care, In hopes that St. Nicholas soon would be there; The children were nestled all snug in their beds, While visions of sugar plums danc'd in their heads, And Mama in her 'kerchief, and I in my cap, Had just settled our brains for a long winter's nap When out on the lawn there arose such a clatter, I sprang from the bed to see what was the matter. Away to the window I flew like a flash, Tore open the shutters, and threw up the sash. The moon on the breast of the new fallen snow, Gave the luster of mid-day to objects below; When, what to my wondering eyes should appear But a miniature sleigh, and eight tiny reindeer, With a little old driver, so lively and quick, I knew in a moment it must be St. Nick. More rapid than eagles his coursers they came, And he whistled, and shouted, and call'd them by name "Now! Dasher, now! Dancer, now! Prancer and Vixen, "On! Comet, on! Cupid, on! Donder and Blitzen "To the top of the porch! To the top of the wall! "Now dash away! Dash away! Dash away all!" As dry leaves that before the wild hurricane fly, When they meet with an obstacle, mount to the sky; So up to the house-top the coursers they flew, With the sleigh full of toys — and St. Nicholas too And then in a twinkling, I heard on the roof The prancing and pawing of each little hoof. As I drew in my head, and was turning around, Down the chimney St. Nicholas came with a bound He was dress'd all in fur, from his head to his foot, And his clothes were all tarnish'd with ashes and soot; A bundle of toys was flung on his back, And he look'd like a peddler just opening his pack His eyes — how they twinkled! His dimples: how merry, His cheeks were like roses, his nose like a cherry; His droll little mouth was drawn up like a bow, And the beard of his chin was as white as the snow; The stump of a pipe he held tight in his teeth, And the smoke it encircled his head like a wreath. He had a broad face, and a little round belly That shook when he laugh'd, like a bowl full of jelly He was chubby and plump, a right jolly old elf, And I laugh'd when I saw him in spite of myself; A wink of his eye and a twist of his head Soon gave me to know I had nothing to dread. He spoke not a word, but went straight to his work, And fill'd all the stockings; then turn'd with a jerk, And laying his finger aside of his nose And giving a nod, up the chimney he rose. He sprung to his sleigh, to his team gave a whistle, And away they all flew, like the down of a thistle But I heard him exclaim, ere he drove out of sight — Happy Christmas to all, and to all a good night. |